# Tire-bouchon
Pour les articles homonymes, voir Tire-bouchon (homonymie).

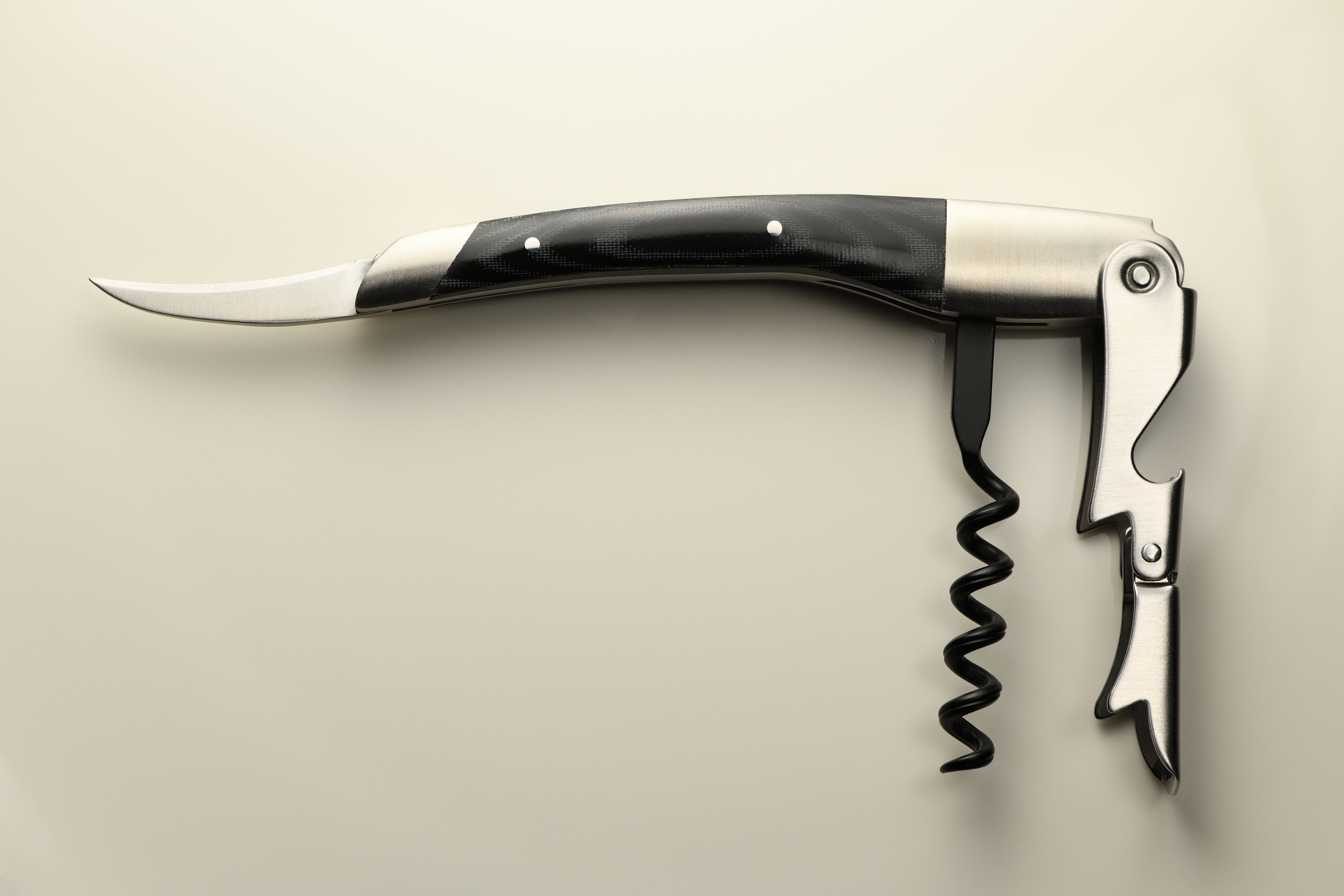
Un « couteau de sommelier », comportant un tire-bouchon, un décapsuleur et une lame pour couper la protection du haut de la bouteille.

Un tire-bouchon ou tirebouchon , est un ustensile utilisé pour tirer le bouchon (en liège naturel ou reconstitué ou en matériau synthétique) d'une bouteille (souvent de vin, mais aussi de bière), ce qui en fait l'outil premier du sommelier.
La plupart des tire-bouchons sont composés d'une poignée solidaire d'une tige métallique droite se continuant dans une mèche en forme d'hélice ou de vis. La forme de la mèche lui permet d'être enfoncée dans le bouchon par vissage. L'extraction du bouchon est obtenue soit par traction directe de la poignée, soit via un mécanisme à levier prenant appui sur le goulot de la bouteille.
Il existe plusieurs sortes de mèches mais il est possible de les réduire à deux formes essentielles : à centre plein comme une vis à bois et en forme d'une queue de cochon ; cette dernière, hélice creuse au centre, s'avère être la plus efficace avec les bouchons fragiles ou en mauvais état.

## Histoire du tire-bouchon

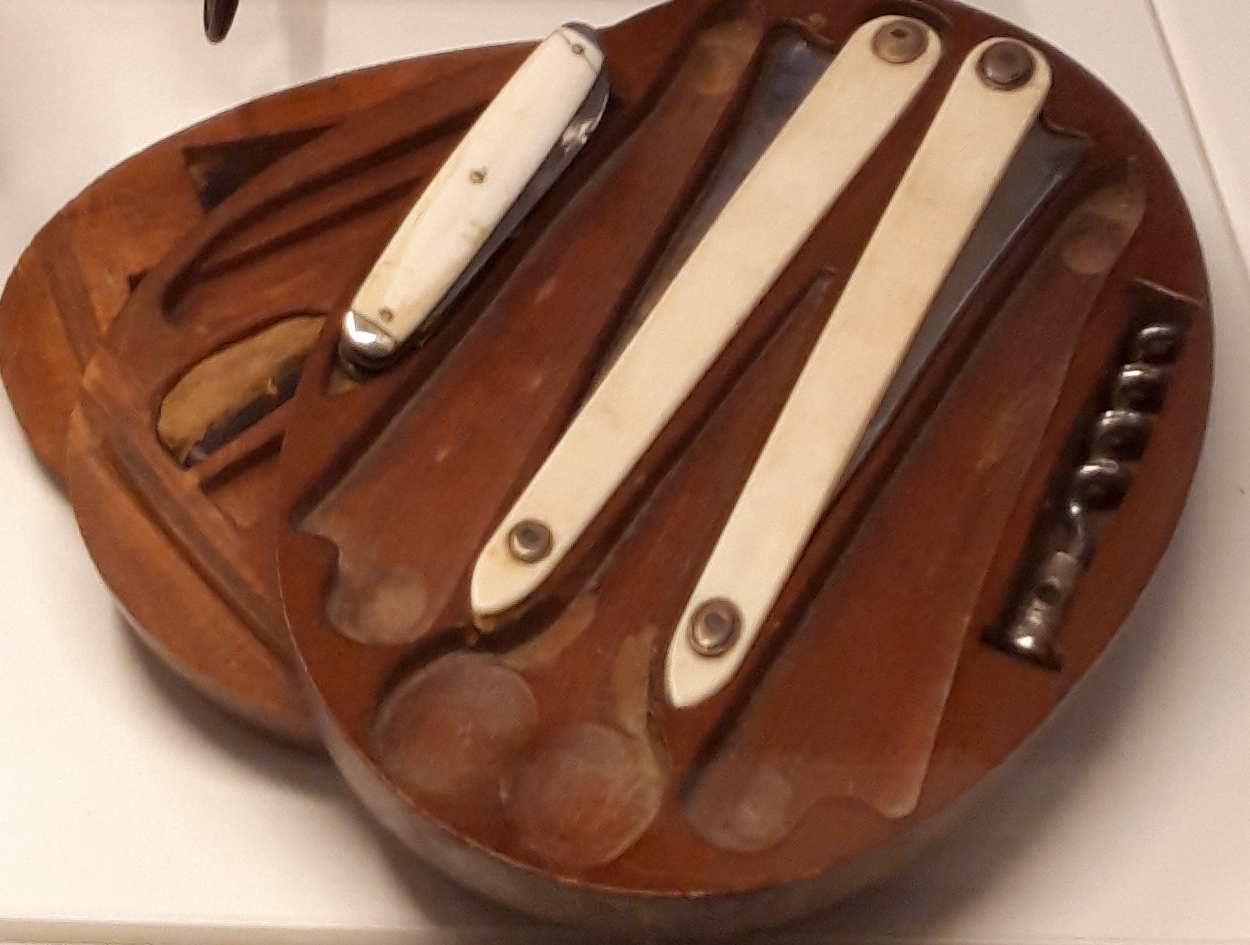
Tire-bouchon contenu dans un nécessaire de voyage de Maire (XVIIIe siècle), Musée du bagage de Haguenau.

L'ancêtre du tire-bouchon est la vrille à tonneau, ustensile assez courant.
Le tire-bouchon n'apparaît qu'à la première moitié du XVIIe siècle et il semblerait, contrairement à une idée reçue, que ce soient les Anglais, grands amateurs de vin, qui l'aient inventé. Les tire-bouchons étaient, à l'origine, fabriqués par les armuriers membres des guildes de la Cité de Londres. Sa forme est constamment modifiée au cours des deux siècles suivants. C'est ainsi qu'au milieu du XIXe siècle, de nombreux brevets d'inventions sont déjà déposés à Londres. Le premier est accordé à Samuel Henshall en 1795. Dès lors, et jusqu'au début du XXe siècle, on enregistre plus de 300 brevets pour les tire-bouchons, ce qui souligne leur évolution.

## Principaux types de tire-bouchons

Principaux types de tire-bouchons
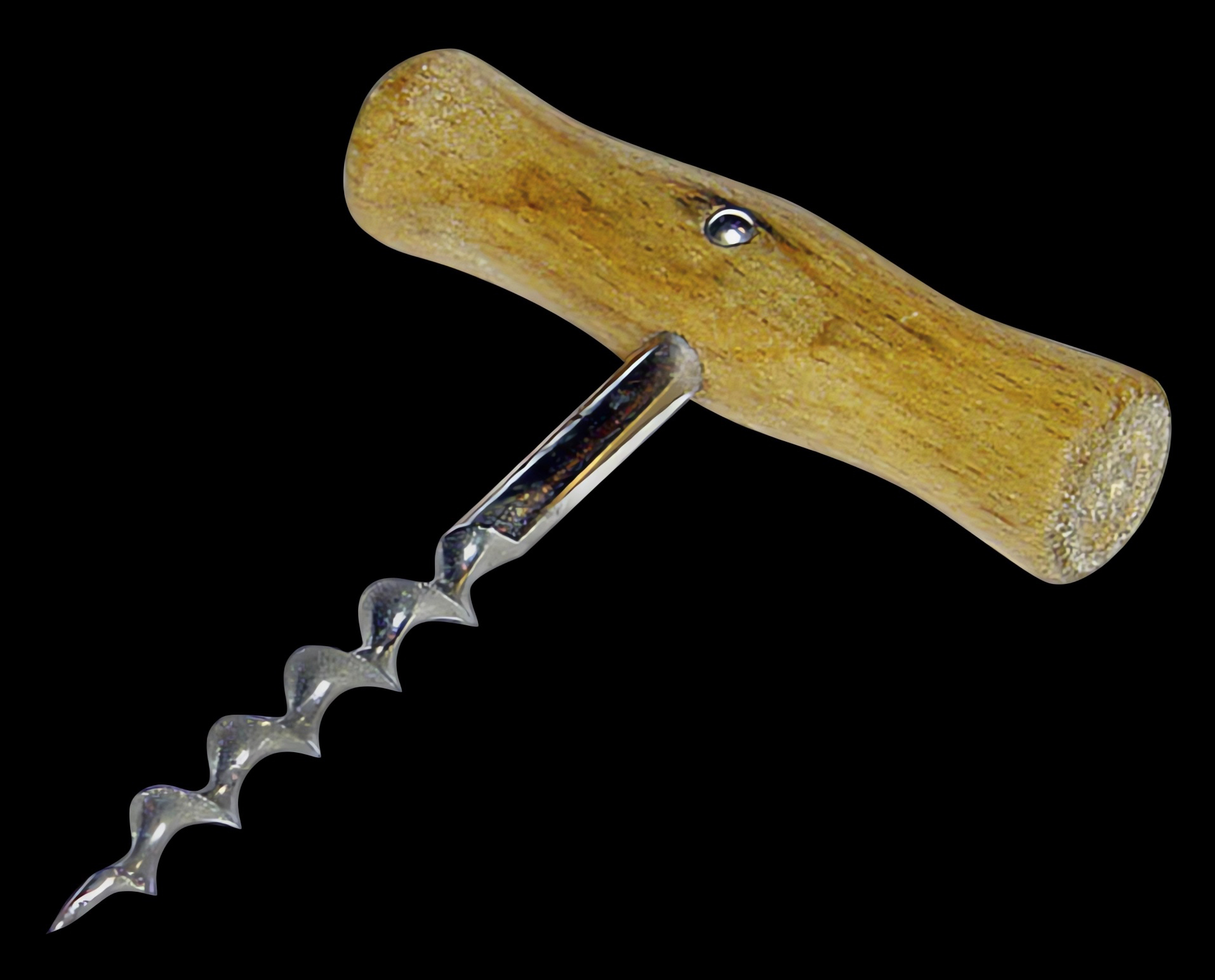
Tire-bouchon simple ; mèche pleine.
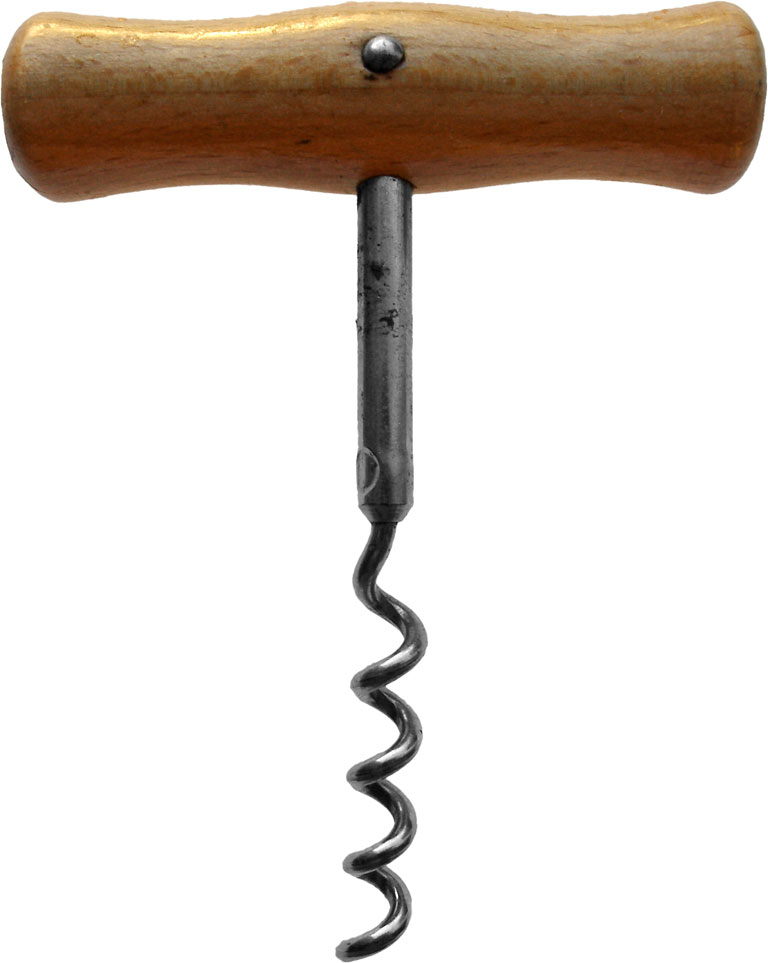
Tire-bouchon simple ; mèche en queue de cochon.
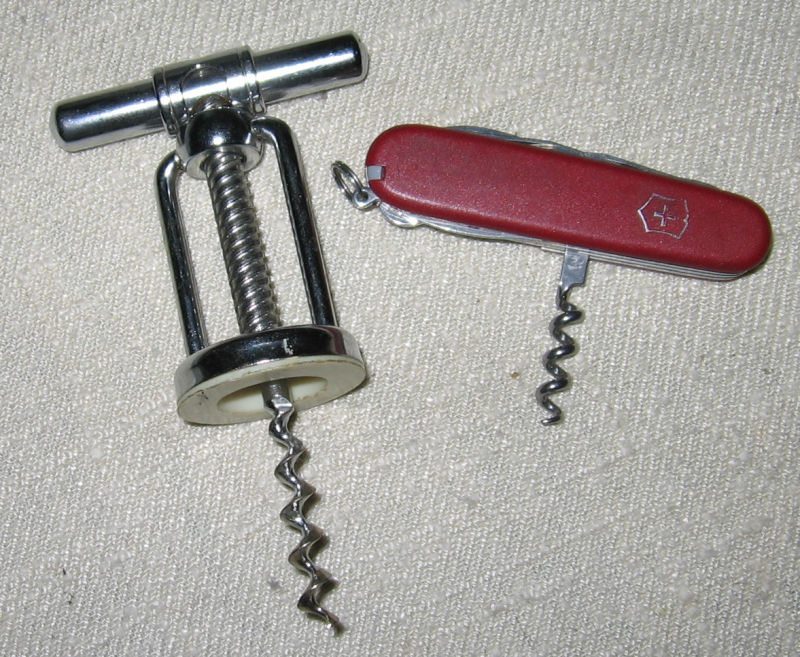
Tire-bouchon à vis Couteau suisse.
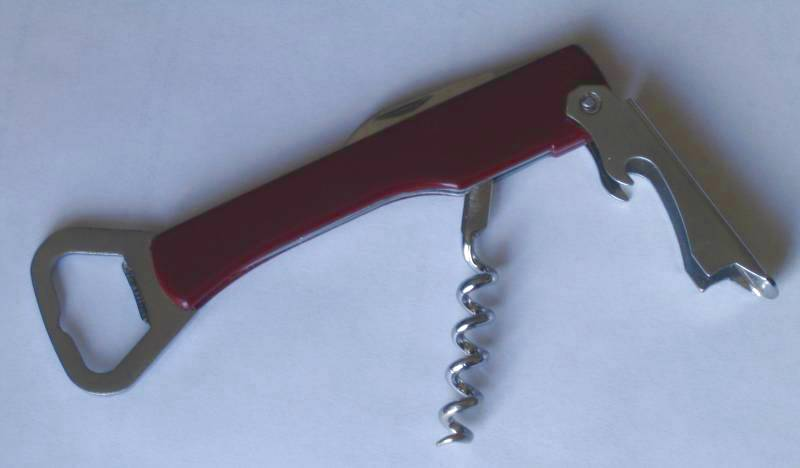
Limonadier ; type le plus utilisé par les professionnels.
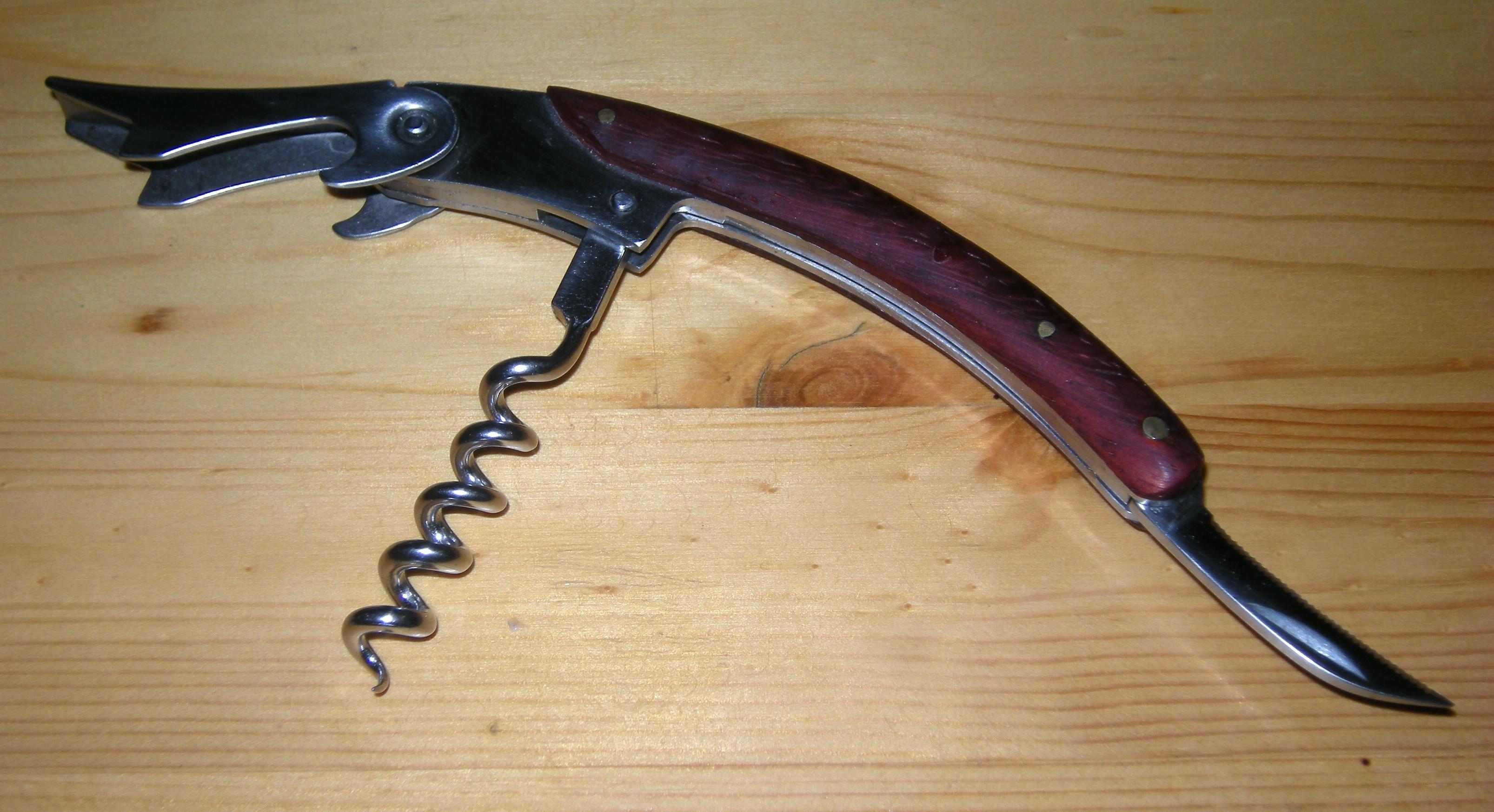
Couteau de sommelier ; modèle classique à un seul cran d'appui.
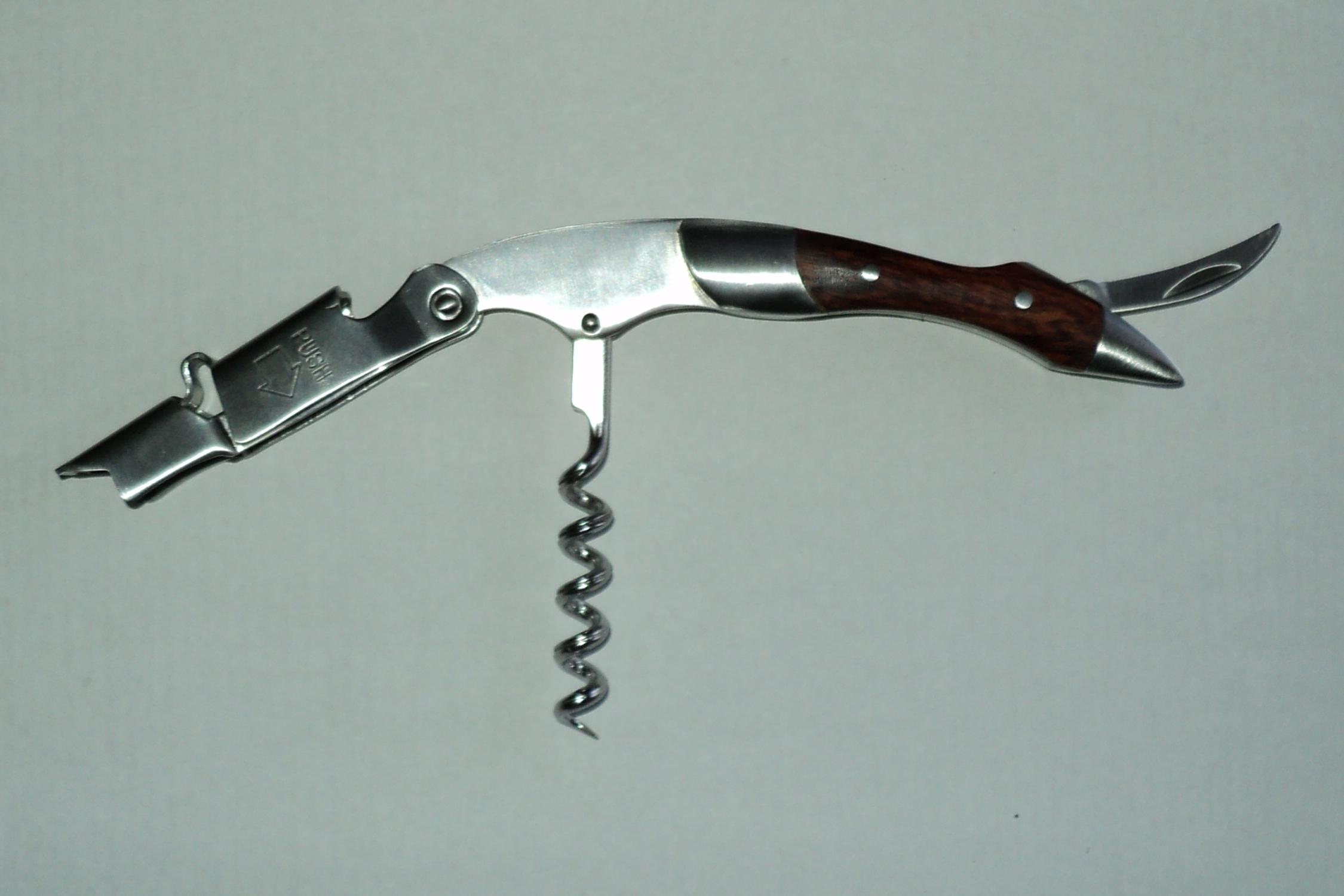
Couteau de sommelier perfectionné ; modèle à deux crans d'appui.
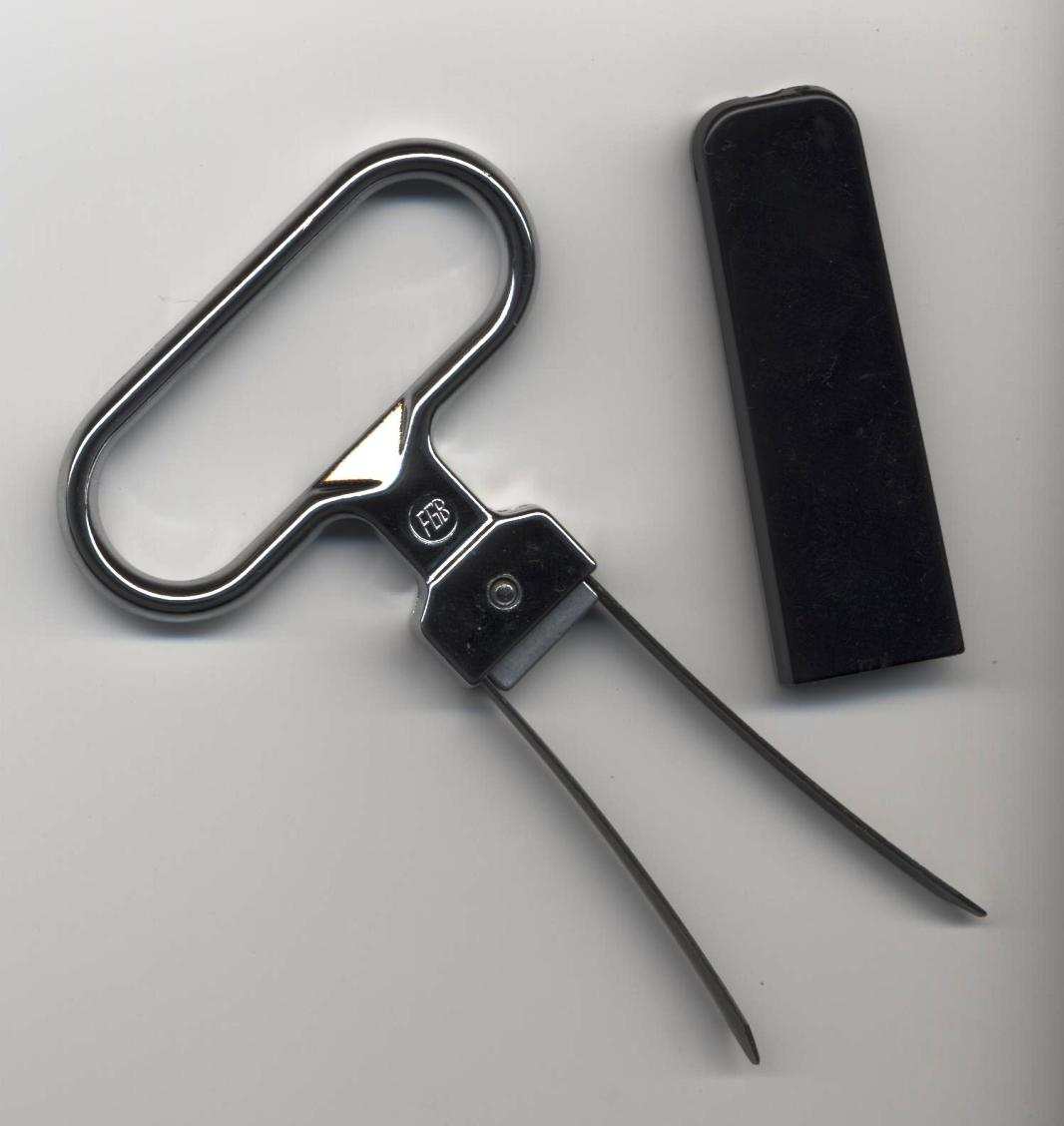
Tire-bouchon bilame ; idéal pour les bouchons abîmés.
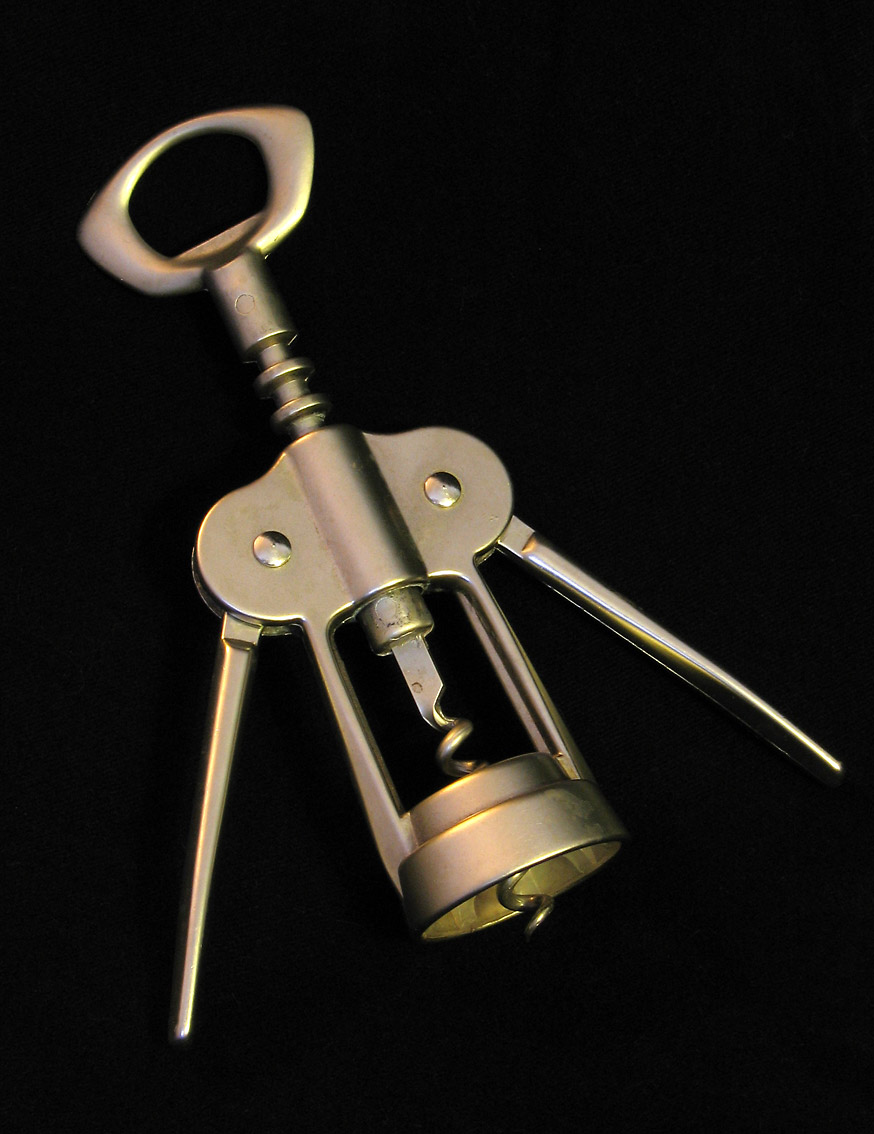
Tire-bouchon à levier ; dit « Charles de Gaulle »[2].
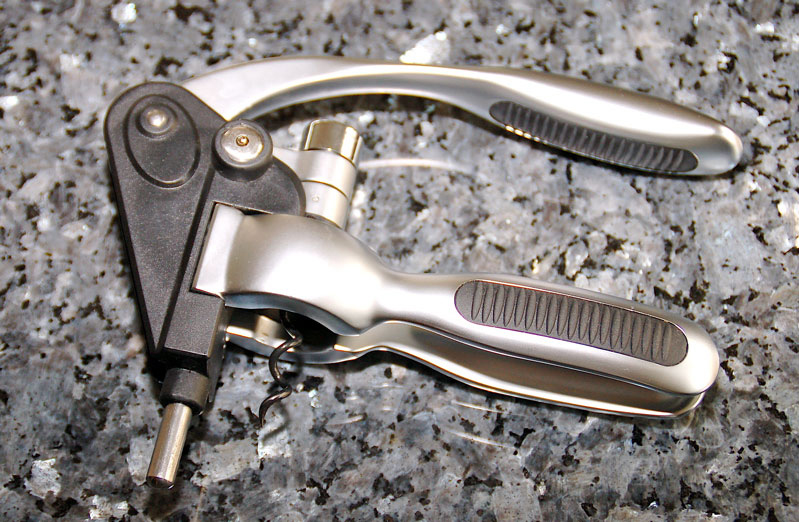
Tire-bouchon à levier ; type « Screwpull ».

## Comparaison des différents modèles

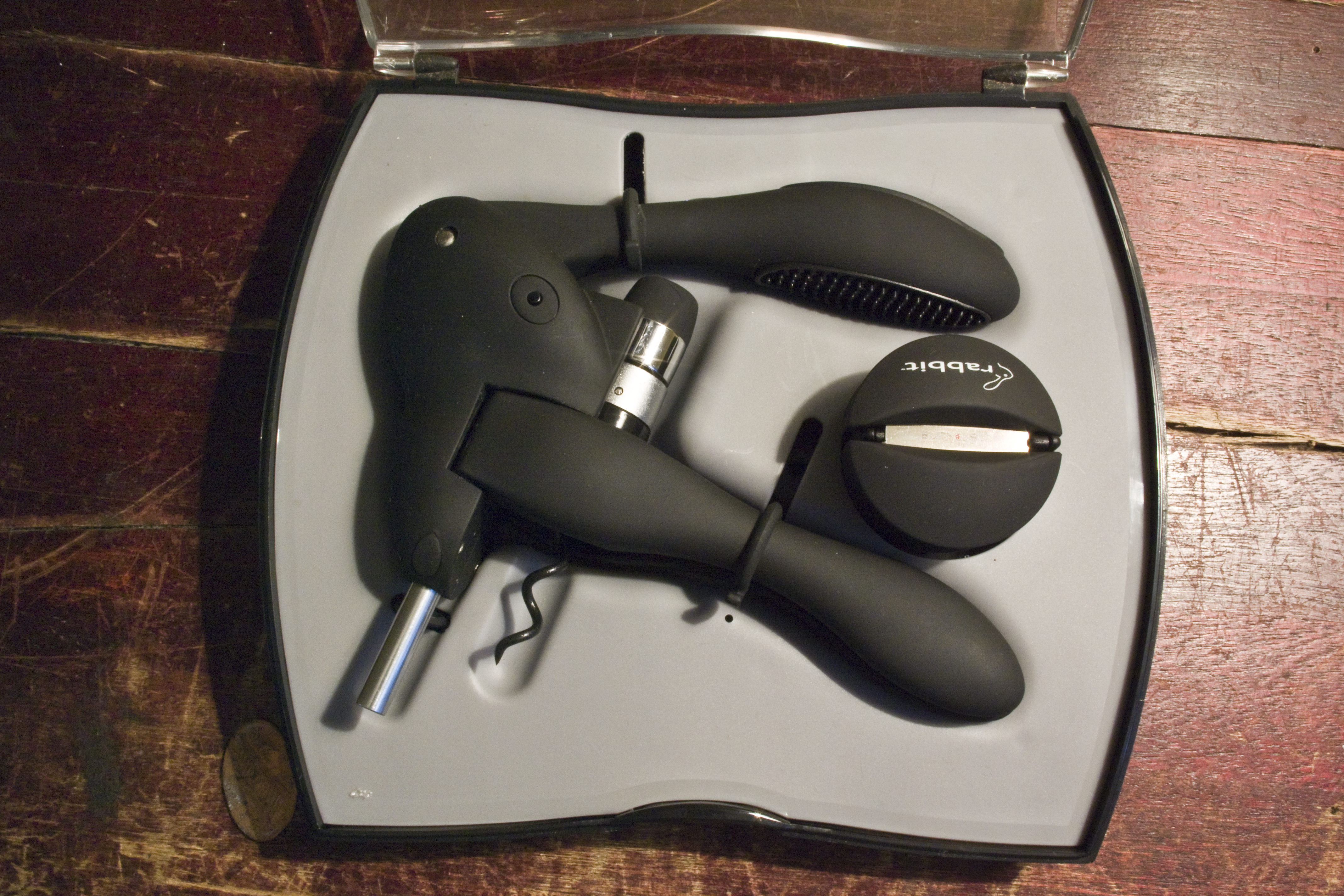
Tire-bouchon moderne à levier

- Les mèches pleines sont plus faciles à visser dans le bouchon que les mèches en queue de cochon mais elles ont une adhérence au liège très limitée et augmentent le risque d'être arrachées sans extraction finale du bouchon. Par contre, les mèches en queue de cochon entrent dans le bouchon tout au long d'une spirale hélicoïdale qui répartit équitablement la pression et les points d'appui à l'intérieur du liège, en augmentant les chances d'entraîner le bouchon avec elles lors de l'extraction.
- Chez le tire-bouchon à deux crans, le premier cran est amovible et sert de premier point d'appui au cours d'un début d'ouverture de la bouteille ; à demi sorti le bouchon est alors définitivement extrait grâce au deuxième cran qui, lui, est fixe et non amovible ; avec ce modèle, l'extraction du bouchon se fait donc en deux temps.
- Le bilame est adapté aux bouchons en mauvais état : il se glisse entre le bouchon et le goulot, le long de deux génératrices diamétralement opposées et, réduisant l'adhérence du bouchon sur le verre, autorise une extraction très souple, sans détérioration du bouchon, sans introduire de morceaux de liège dans le vin. Son défaut : il ne permet pas le poop annonçant la dégustation. Les ouvriers, sur les chantiers, savent en reproduire le principe en utilisant deux pointes glissées « entre cuir et chair » ; cela requiert une grande force dans les doigts.
- Modèles haut de gamme à double action « Screwpull »[3] : plus facile d'utilisation mais plus volumineux, il en existe avec ou sans support. L'usage est intéressant lorsqu'il s'agit de déboucher un grand nombre de bouteilles.
- Le tire-bouchon à gaz est une seringue permettant l'injection d'un gaz neutre sous pression dans la bouteille qui expulse le bouchon. C'est un tire-bouchon à gaz qui sert d'arme du crime dans l'épisode no 42 (7-2) Meurtre à la carte (Murder Under Glass) de la série Columbo. Il y a risque d'accident lorsque le bouchon adhère trop fermement au goulot : la bouteille peut exploser en projetant des morceaux de verre coupants.
- Le tire-bouchon de type « Brabantia » s'utilise en faisant tourner sa poignée rotative. Il a l'inconvénient de transpercer les bouchons.